# Pont de Chagoua
 (septembre 2014).
Si vous disposez d'ouvrages ou d'articles de référence ou si vous connaissez des sites web de qualité traitant du thème abordé ici, merci de compléter l'article en donnant les références utiles à sa vérifiabilité et en les liant à la section « Notes et références ».
Le pont de Chagoua, aussi appelé ancien pont de N’Djamena, est l'un des ponts construits sur le fleuve Chari au niveau de la capitale du Tchad N'Djaména.

## Localisation
Le pont enjambe le fleuve Chari à N'Djamena, où il relie les 7e et 9e arrondissements municipaux entre Chagoua et Walia,.
Il s'agit du dernier pont permettant de traverser le fleuve Chari avant que celui-ci ne se jette dans le lac Tchad, une centaine de kilomètres au nord[réf. nécessaire].

## Historique
La construction du pont débute à la fin des années 1950 lorsque le Tchad est encore une colonie française et est achevé et inauguré en 1959.
Avec le pont de N'Gueli sur le Logone et le pont de Taiwan en amont sur le Chari, le pont de Chagoua est au centre du dispositif routier tchadien puisqu'il permet de relier les routes du sud (Moundou, Sarh) à celles du Nord et de l'Est (Abéché, Mongo).
À la suite de l'ouverture du pont à deux voies, seuls les piétons et motos ont l'autorisation d'employer le pont de Chagoua.
En juillet 2022, le côté est du pont voit son garde-fou cassé et est laissé sans protection sur une longueur d'environ 10 m, constituant un danger pour les usagers de ce pont très fréquenté. Le pont, très largement utilisé par les piétons, ne permet pas une traversée sécurisée (rambardes détruites, nids de poules)[Quand ?].

## Caractéristiques techniques
Le pont de Chagoua mesure environ 550 mètres dont 300 mètres au-dessus du fleuve Chari. Il est doté de huit poutres.
Il s'agit d'un pont à poutres à voie unique disposant d'un refuge de croisement. C'est un ouvrage d'art essentiel à la vie économique de N'Djaména puisque celui-ci permet de relier la capitale à la frontière camerounaise à 8 km de là au niveau de Kousséri et marque le début de la route nationale vers Moundou.
En 2001, des travaux de renforcement des poutres ont été effectués à cause de l'élargissement progressif du lit du Chari menaçant la stabilité du pont.
En 2019, le pont est cependant vétuste.